# George Miller (cineasta)
George Miller (Brisbane, 3 de março de 1945) é um produtor de filmes, diretor de cinema, roteirista e médico australiano. Provavelmente, ele é mais conhecido por seu trabalho no filme Mad Max, mas foi envolvido em uma aberta gama de projetos, incluindo o filme premiado Happy Feet.
George é o irmão mais velho do produtor Bill Miller.
Ele também é co-fundador da Dr.D Studios e Kennedy-Miller Mitchell Films, conhecido anteriormente como Kennedy-Miller Productions.

## Filmografia
| Ano  | Filme                       | Creditos                               |
| ---- | --------------------------- | -------------------------------------- |
| 1979 | Mad Max                     | Diretor, Roterista, Produtor           |
| 1981 | Mad Max 2: The Road Warrior | Diretor, Roterista, Produtor           |
| 1983 | Nightmare At 20,000 Feet    | Co-diretor, Roterista, Produtor        |
| 1983 | The Dismissal (TV)          | Diretor, Roterista, Produtor           |
| 1985 | Mad Max Beyond Thunderdome  | Diretor, Roterista, Produtor           |
| 1987 | The Witches of Eastwick     | Diretor, Roterista, Produtor Executivo |
| 1987 | The Year My Voice Broke     | Produtor                               |
| 1989 | Dead Calm                   | Produtor                               |
| 1991 | Flirting                    | Produtor                               |
| 1992 | Lorenzo's Oil               | Diretor, Roterista, Produtor           |
| 1995 | Babe                        | Roterista, Produtor                    |
| 1997 | 40,000 Years of Dreaming    | Diretor, Roterista, Produtor           |
| 1998 | Babe: Pig In the City       | Diretor, Roterista, Produtor           |
| 2006 | Happy Feet                  | Diretor, Roterista, Produtor           |
| 2011 | Happy Feet 2                | Diretor, Roterista, Produtor           |
| 2015 | Mad Max: Fury Road          | Diretor, Roterista, Produtor           |
| 2024 | Furiosa: A Mad Max Saga     | Diretor, Roterista, Produtor           |

## Kennedy-Miller Mitchell
Kennedy-Miller Mitchell Films é uma empresa australiana de produção cinematográfica fundada em 1973 por George Miller e produtor Byron Kennedy, com os filmes de Miller-Kennedy. Enquanto a empresa de produção foi principal marca de Miller desde seus primeiros filmes, começando Mad Max e Mad Max 2, não foi até 1998, durante o lançamento do Babe: Pig in the City, quando formalmente adotou o nome de Kennedy-Miller Productions. Em 2009, George Miller, e Doug Mitchell renomeou a empresa para Kennedy-Miller Mitchell.

## Dr.D Studios
Dr.D Studios é um novo estado-empresa de produção de arte fundada por George Miller e Doug Mitchell. Dr.D Studios está localizada em Sydney, na Austrália e está actualmente a trabalhar projetos como o Happy Feet 2 em 3D junto com Animal Logic, em Santa Monica, Califórnia, e Mad Max: Fury Road com a Village Roadshow Pictures.

## Prêmios e Indicações

### Oscar
- Melhor Roteiro Adaptado Lorenzo's Oil e Babe  - (Indicado)
- Melhor Filme - Babe  (Indicado) e Mad Max: Estrada da Fúria (Indicado)
- Melhor Filme de Animação - Happy Feet (Vencedor)
- Melhor Diretor - Mad Max: Estrada da Fúria (Indicado)

### Globo de Ouro
- Melhor Filme (Comedia/Musical) - Babe (Vencedor)
- Melhor Filme de Animação - Happy Feet (Indicado)
- Melhor Filme (Drama) - Mad Max: Estrada da Fúria (Indicado)
- Melhor Diretor - Mad Max: Estrada da Fúria (Indicado)

### BAFTA
- Melhor Filme de Animação - Happy Feet (Vencedor)
- Melhor Filme  - Babe (Indicado)
- Melhor Roteiro - Babe (Indicado)

### Australian Film Institute
- Melhor Diretor - Mad Max 2: The Road Warrior (Vencedor)
- Melhor Diretor - Mad Max (Indicado)